# Sandsøya (Troms)
Sandsøya ist eine Insel im Fylke (Provinz) Troms in Nordnorwegen.

## Geographie
Sandsøya liegt am Westrand des Vågsfjords unmittelbar östlich der Insel Grytøya und ist von dieser durch den ca. 1,5 km breiten Sandsøysund getrennt. Die 10,8 km² große Insel ist von Nordosten nach Südwesten etwa 4,8 km lang und von Nordwest nach Südost etwa 3,3 km breit. Von Altevik im Südwesten erstreckt sich eine relativ niedrige Bergkette nach Nordosten, die in dem 212 m hohen Veten ihre höchste Erhebung hat.

## Verwaltung
Administrativ gehört Sandsøya zur Kommune Harstad. Bis zum 1. Januar 2013 war die Insel Teil der Gemeinde Bjarkøy, die dann nach Harstad eingegliedert wurde.

## Siedlungen und Verkehr

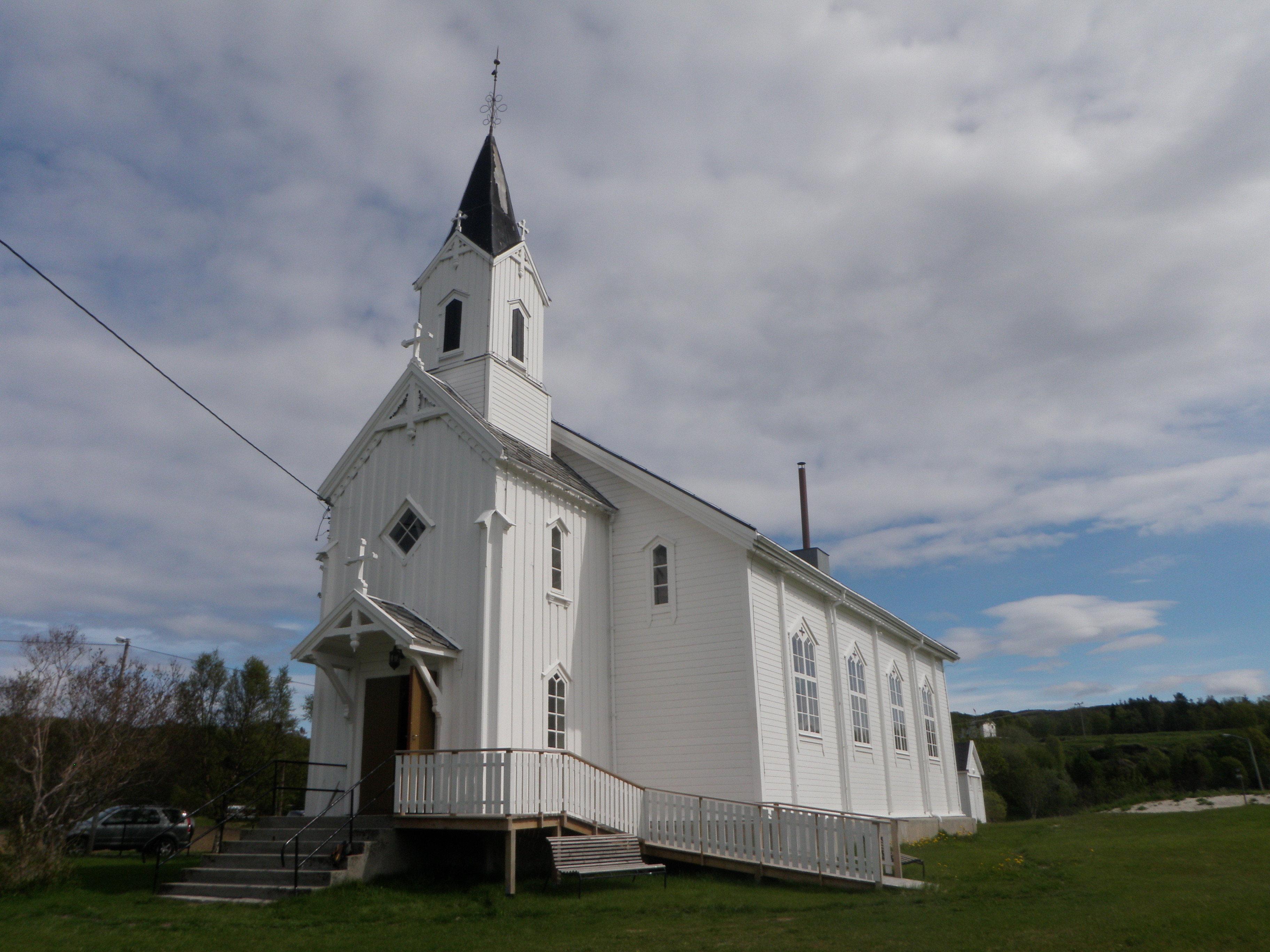
Die Kirche in Sandsøy

Die Insel hat nur etwa 100 Einwohner, verteilt über mehrere kleine Siedlungen: den alten Kirch- und Handelsort Sandsøy (mit Nordsand und Sørsand) sowie Altevik (mit Fähranleger, Poststelle und Dorfladen) an der Grytøya zugewandten Südwestküste und Slakstad im Nordosten. Die 1888 erbaute Inselkirche mit 200 Plätzen steht in Nordsand. das auch einen durch eine Mole geschützten Bootshafen hat. Die Orte sind miteinander durch die Provinzstraße Fv 124 zwischen Altevik und Slakstad und die Fv 125 von Altevik nach Nordsand verbunden.
Bis 2019 war die Insel nur per Schiff erreichbar: Von Altevika ging eine Autofähre über den Sandsøysund nach Vikran im Nordosten von Grytøya, und von Bjørnå im Süden von Grytøya ging eine weitere Fähre nach Stornes auf Hinnøya und damit nach Harstad. Auch bestand eine Autofährverbindung nach Austnes auf der weiter nördlich gelegenen Insel Bjarkøya. Nach Harstad, Bjarkøya, Kjøtta und Senja gibt es Expressbootverbindungen für Passagiere.
Im Jahre 2019 wurden der 3250 m lange Unterseetunnel zwischen Grytøya und Bjarkøya und die Brücken-und-Damm-Verbindung von Grytøya nach Sandsøya (900 m Damm, 300 m Hauptbrücke und drei niedrige Nebenbrücken von 46, 66 und 66 m Länge) fertiggestellt und für den Verkehr freigegeben.